# Бней Барух

Логотип Бней Барух

«Бней Барух» — израильский некоммерческий фонд, основанный в 1997 году Михаэлем Лайтманом, который с 2014 года стал называться «Бней Барух — Каббала ле Ам». Назван в честь каббалиста рава Баруха Ашлага (РАБАША) — старшего сына и последователя рава Йегуды Ашлага (Бааль Сулама) — автора комментария «Сулам» на «Книгу Зоар».
«Бней Барух» известен также как «Международная академия каббалы» (МАК) и ведёт деятельность по «распространению фундаментальных знаний о системе мироздания и природе человека, способствующих позитивному изменению человечества и нахождению оптимального пути развития цивилизации».
«Бней Барух» организует и проводит ежедневные уроки, лекции, семинары и еженедельные публичные лекции в центре «Каббала ле Ам» (‏‏קבלה לעם‏‎‏‎ с ивр. — «Каббала народу»), из телестудии которого ведётся круглосуточное вещание на израильском кабельном телевидении (66-й канал), через спутник и на восьми языках в Интернете («Каббала ТВ»). Несколько раз в год в разных странах «Бней Барух» проводит международные конгрессы.
«Бней Барух» имеет филиалы во многих странах мира и существует на отчисления 10 % от доходов учеников и добровольные пожертвования. Все учебные материалы — лекции, книги, фильмы и т.д — выкладываются в интернете в свободном доступе. Академия также ведёт бесплатные заочные курсы.
Ассоциацией «Бней Барух» издается газета «Каббала сегодня».

## Критика
Международная академия каббалы не имеет лицензий на образовательную деятельность на территории России, она также не зарегистрирована как религиозная или благотворительная организация. При этом на территории России она декларирует, что проводит обучение и фактически проводит сбор «маасер» (‏‏מעשר‏‎‏‎ с ивр. — «десятина») и пожертвований.
Международная академия каббалы предлагает изучение каббалы очень широкому кругу людей. В Израиле высказываются возражения против такой широты (см. религиозные возражения против подхода Лайтмана.). Одно из главных возражений основано на представлении, что изучение каббалы позволительно лишь для религиозного еврея, познавшего под руководством учителя все четыре уровня Торы под названием Пардес (от простого — к метафорически-мистическому уровню).